# Pompeia
Pompeia là một đô thị ở bang São Paulo của Brasil. Đô thị này nằm ở vĩ độ 22º06'31" độ vĩ nam và kinh độ 50º10'18" độ vĩ tây, trên khu vực có độ cao 597 m. Dân số năm 2004 ước tính là 18.651 người. Đô thị này có diện tích 786,406 km².

## Thông tin nhân khẩu
Dữ liệu dân số theo điều tra dân số năm 2000
Tổng dân số: 18.171
- Thành thị: 16.722
- Nông thôn: 1.449
- Nam giới: 8.993
- Nữ giới: 9.178

Mật độ dân số (người/km²): 23,11
Tỷ lệ tử vong trẻ sơ sinh dưới 1 tuổi (trên một triệu người): 10,71
Tuổi thọ bình quân (tuổi): 74,24
Tỷ lệ sinh (số trẻ trên mỗi bà mẹ): 2,38
Tỷ lệ biết đọc biết viết: 91,50%
Chỉ số phát triển con người (HDI-M): 0,816
- Chỉ số phát triển con người - Thu nhập: 0,734
- Chỉ số phát triển con người - Tuổi thọ: 0,821
- Chỉ số phát triển con người - Giáo dục: 0,893

(Nguồn: IPEADATA)

### Sông ngòi
- Rio do Peixe
- Ribeirão Cainguangue

### Các xa lộ
- SP-294